# Entlassung Osttimors in die Unabhängigkeit 2002

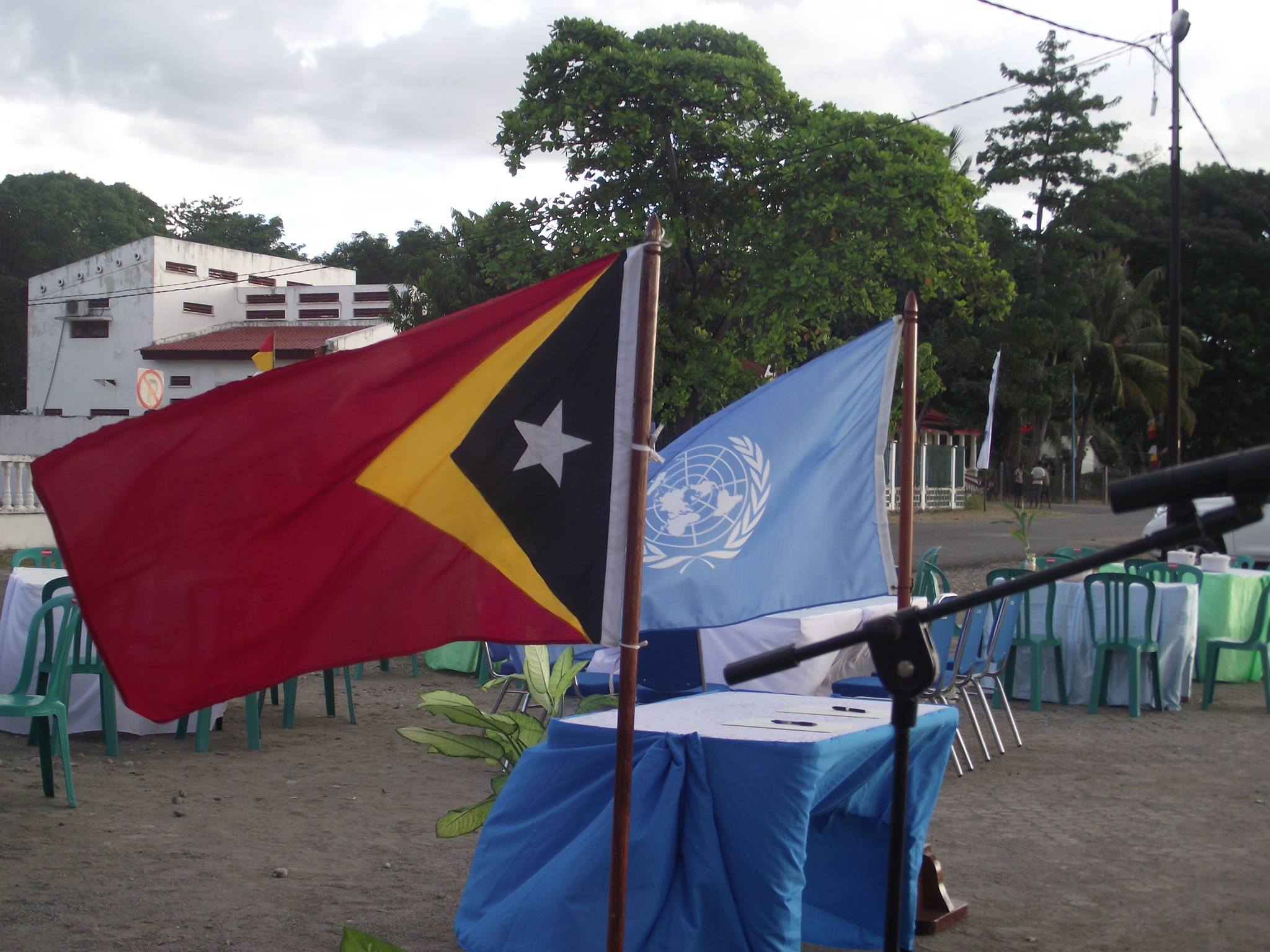
Die Flaggen Osttimors und der Vereinten Nationen am Unabhängigkeitstag 2014

Am 20. Mai 2002 erfolgte die Entlassung Osttimors in die Unabhängigkeit nach drei Jahren Übergangsverwaltung der Vereinten Nationen für Osttimor (UNTAET). Aus Sicht Osttimors war dies die Wiederherstellung der nationalen Unabhängigkeit, nach der Ausrufung der Unabhängigkeit von Portugal am 28. November 1975 und der indonesischen Besetzung neun Tage später. Der 20. Mai ist in Osttimor als Unabhängigkeitstag oder „Tag der Wiederherstellung der Unabhängigkeit“ nationaler Feiertag.

## Hintergrund
Nach 24 Jahren Guerillakrieg gegen die indonesische Besatzung sprach sich die Bevölkerung im Referendum am 30. August 1999 unter Aufsicht der Vereinten Nationen klar für die Unabhängigkeit aus. Nach einer letzten Gewaltwelle durch indonesische Sicherheitskräfte und pro-indonesische Milizen, die die Infrastruktur des Landes nahezu vollständig zerstörte und ein Viertel der Bevölkerung zu Flüchtlingen machte, intervenierten die Internationalen Streitkräfte Osttimor (INTERFET) unter australischer Führung ab dem 20. September. Am 28. Februar 2000 übergab die INTERFET die Verantwortung an die UNTAET. Die Vereinten Nationen bauten staatliche Strukturen auf und führten 2001 die Wahlen zur verfassunggebenden Versammlung und 2002 die ersten Präsidentschaftswahlen in Osttimor durch.

## Der Vortag

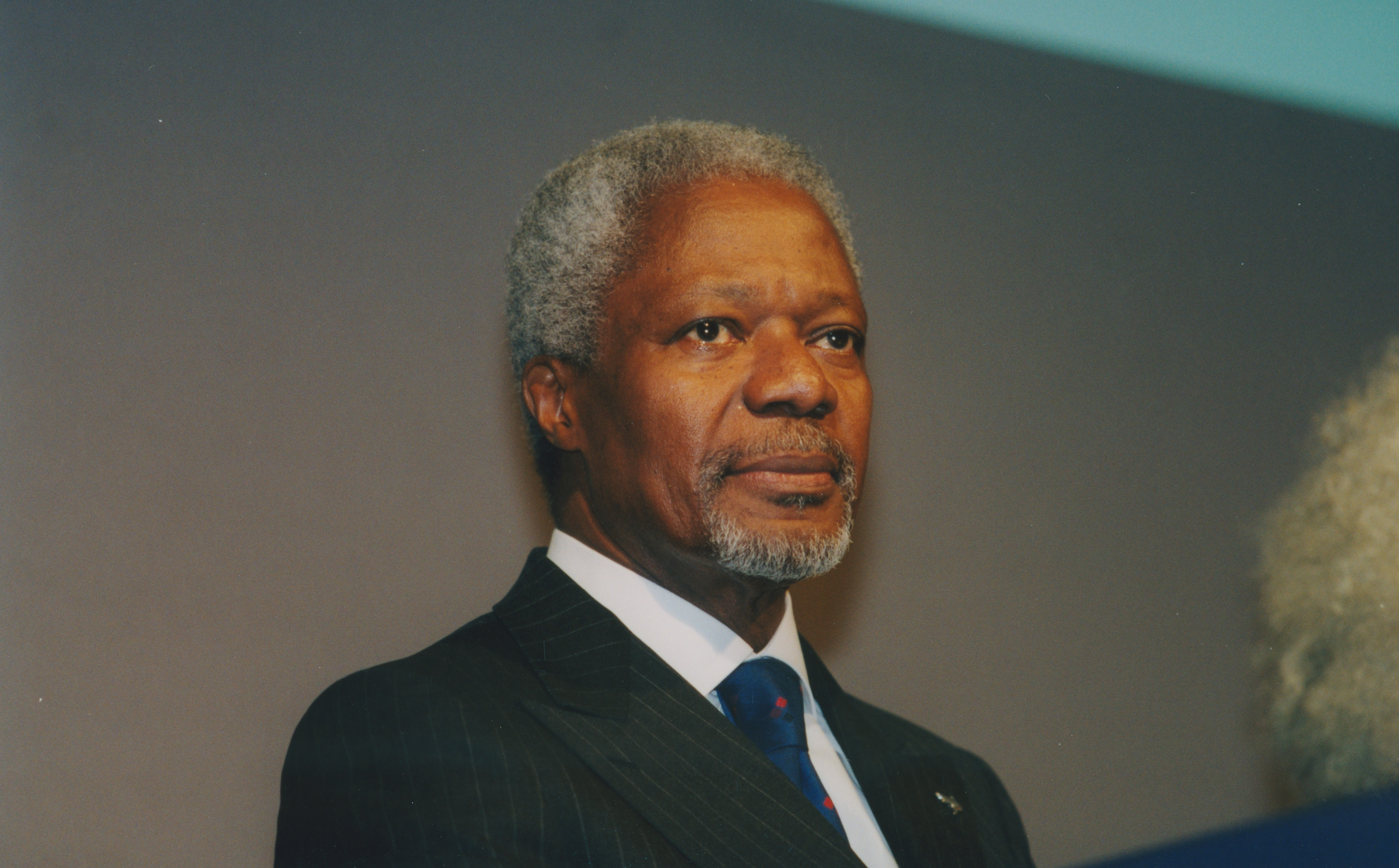
UN-Generalsekretär Kofi Annan (2002)

Kurz vor dem Termin kam es noch zu diplomatischen Verstimmungen. Sechs indonesische Kriegsschiffe erschienen am Freitag, dem 17. Mai, in osttimoresischen Hoheitsgewässern. Offiziell begründete man das mit dem notwendigen Schutz für Präsidentin Megawati Sukarnoputri, obwohl Tausende UN-Soldaten in Osttimor den Schutz für das indonesische Staatsoberhaupt garantierten. Die osttimoresische Übergangsregierung genehmigte unter Auflagen das Einlaufen des indonesischen Landungsschiffes Teluk Sampit in den Hafen von Dili, doch hatte es 120 statt nur 15 bewaffnete Soldaten an Bord. Das Schiff verließ daher den Hafen wieder und ankerte einige hundert Meter vor der Küste.
Am Sonntag, dem 19. Mai, feierte Dilis Bischof, der Friedensnobelpreisträger Carlos Filipe Ximenes Belo, um 7 Uhr morgens in seiner Residenz eine Messe, zu der alle Mitglieder der zukünftigen Regierung und des Nationalparlaments eingeladen wurden. Bischof Belo segnete die Flagge Osttimors, die um Mitternacht gesetzt werden sollte.
Im Laufe des Tages trafen Delegationen aus der ganzen Welt in Osttimor ein: so aus Angola mit Außenminister João Bernardo de Miranda, aus Australien mit Premierminister John Howard, aus den Vereinigten Staaten mit dem ehemaligen Präsidenten Bill Clinton, aus Brasilien mit Außenminister Celso Lafer, aus Portugal mit Premierminister José Manuel Barroso und Präsident Jorge Sampaio und aus Neuseeland Premierministerin Helen Clark. UN-Generalsekretär Kofi Annan landete am Nachmittag in der Hauptstadt Dili. Insgesamt nahmen 300 Ehrengäste aus 90 Ländern an der Unabhängigkeitszeremonie teil.
Um 13 Uhr demonstrierten Osttimoresen gegen Australien vor dem alten Stadtmarkt. Grund war der Streit um die Grenzziehung im Timor Gap. Später fand dort die Eröffnung der „Expo Esperança“ („Ausstellung der Hoffnung“) statt, mit Premierminister John Howard und dem osttimoresischen Chefminister und designierten Premierminister Marí Bin Amude Alkatiri. Um 17:45 Uhr wurde von Kofi Annan der Parque de Paz (Friedenspark) in Lecidere eröffnet.
In den drei Wochen vor dem Unabhängigkeitstag reiste eine Marienstatue durch das Land, die Bischof Belo aus Fátima mitgebracht hatte. Zum Unabhängigkeitstag wurde Osttimor der „Lieben Frau von Fátima“ (portugiesisch Nossa Senhora de Fátima) geweiht. Die Statue befindet sich nun in der Kathedrale von Dili.

## Die Zeremonie

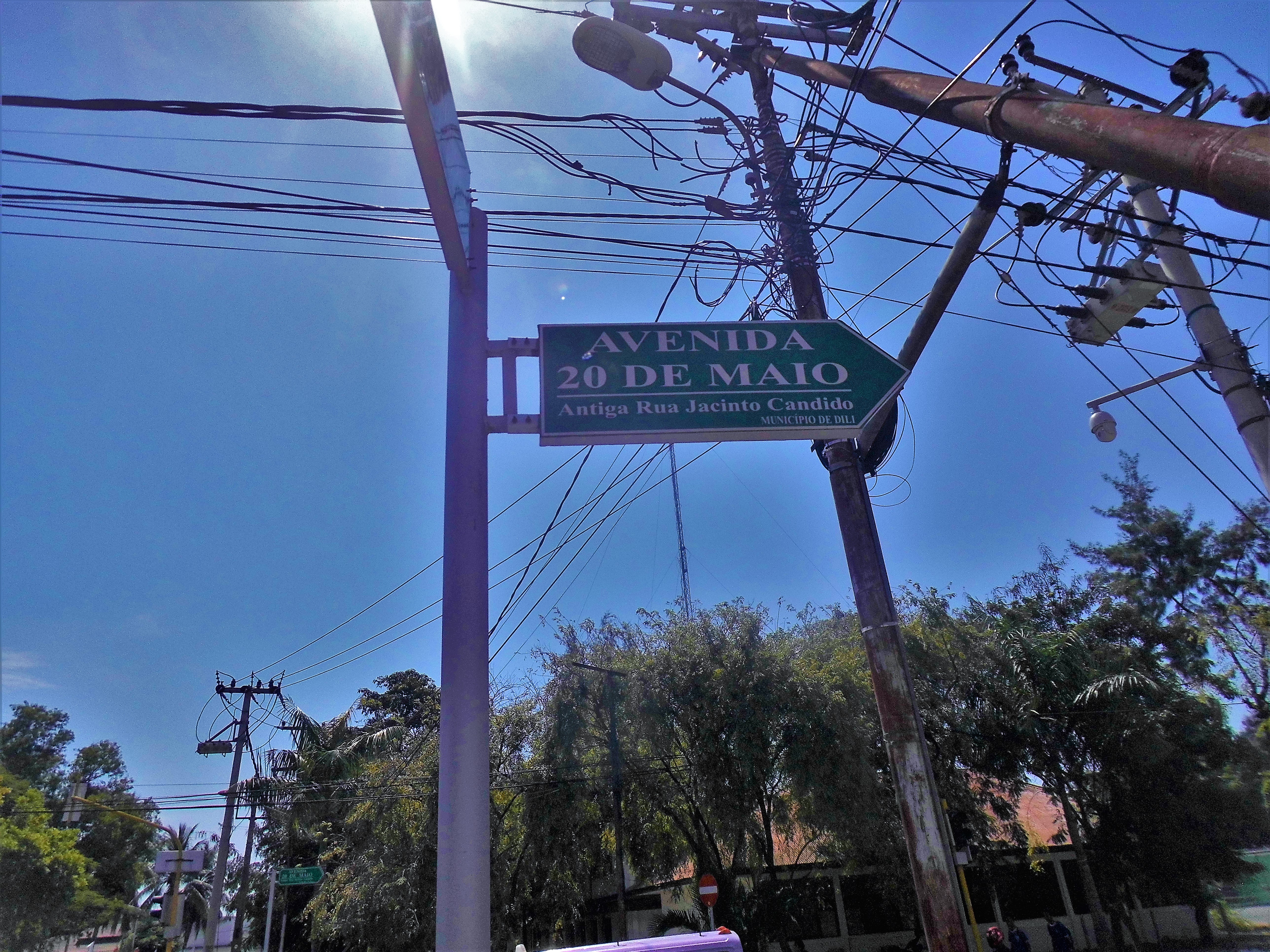
Die Avenida 20 de Maio in Dili erinnert an den Unabhängigkeitstag

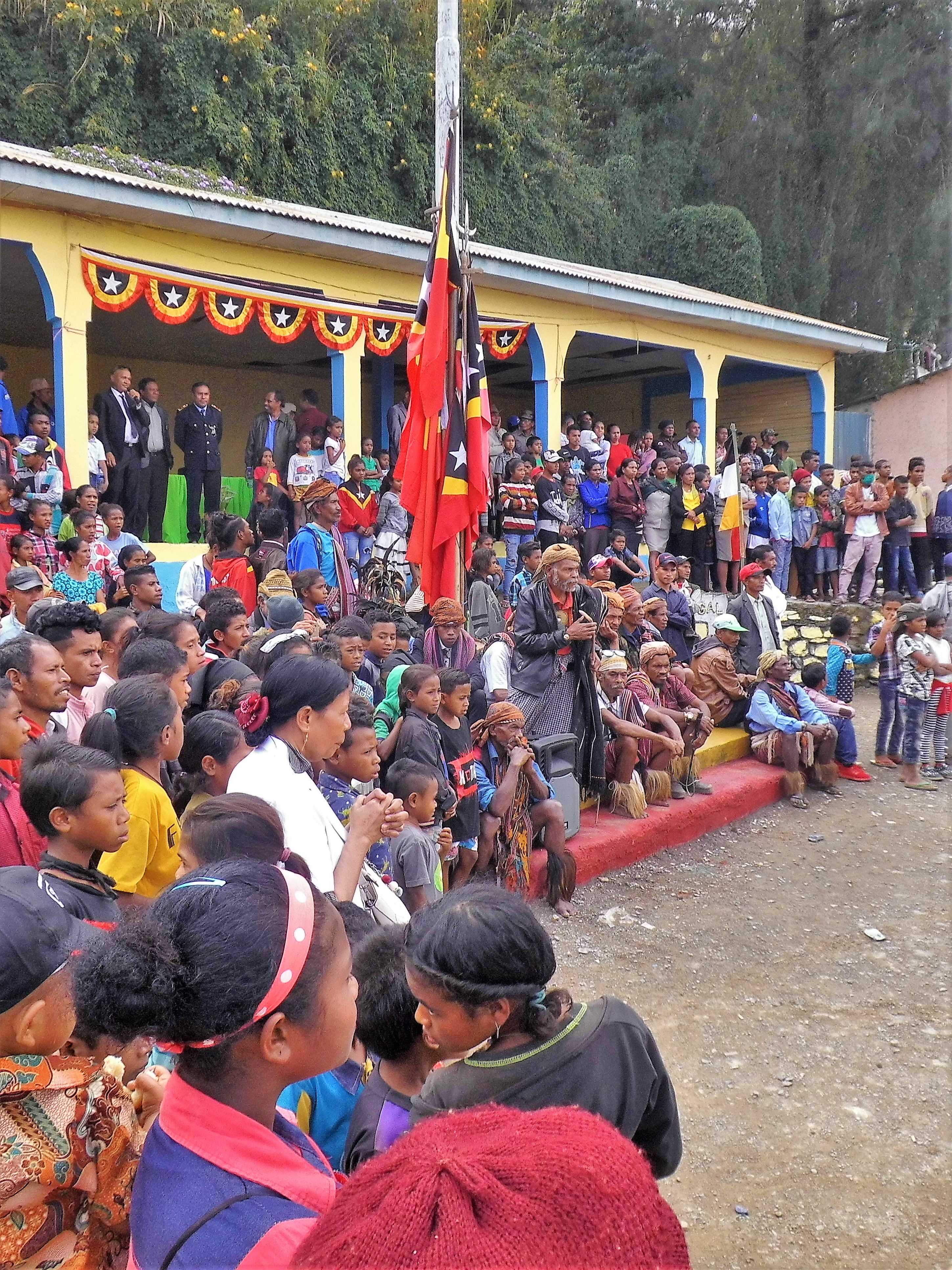
Feierlichkeiten zum Unabhängigkeitstag in Maubisse (2018)

Um 18 Uhr wurde auf dem Gelände der Feierlichkeiten in Tasitolu eine Messe abgehalten, die bis 20:30 Uhr dauerte. Um 21:30 Uhr begann der offizielle Festakt für die Entlassung in die Unabhängigkeit. Unter den Zuschauern waren viele Osttimoresen in traditioneller Tracht mit Kopfschmuck, Schwertern (Surik) und farbenfrohen Tais-Stoffen. Es gab Folklorevorführungen und traditionelle Zeremonien. Die 13 Distrikte und die Insel Atauro wurden ebenso präsentiert wie die Schöpfungslegende des guten Krokodils, aus dem die Insel Timor entstanden sein soll. Das Gedenken an die Märtyrer des Krieges gegen die indonesische Besatzung wurde mit dem Gedicht Um minuto do silêncio vom Nationaldichter Francisco Borja da Costa eingeleitet. Hunderte Kerzen wurden auf den Festplatz getragen und ein traditionelles Trauerlied erklang. Unter den in der Fernsehübertragung eingeblendeten Bildern waren neben Fotos bekannter gefallener timoresischer Kämpfer auch Fotos der Balibo Five und der Gedenkstätte für das Massaker in Aileu 1942. Es folgte der Einzug der ehemaligen FALINTIL-Kämpfer. Gegen 23:20 Uhr begrüßte der osttimoresische Friedensnobelpreisträger José Ramos-Horta die Anwesenden und die demonstrativ gemeinsam eintreffenden zukünftigen Präsidenten Osttimors Xanana Gusmão und seine indonesische Amtskollegin Megawati. Weitere folkloristische Aufführungen folgten.
Um 23:40 Uhr begann die formale Zeremonie der Machtübergabe der Vereinten Nationen an die neue osttimoresische Regierung mit einer Rede von Han Seung-soo, dem Präsidenten der Generalversammlung der Vereinten Nationen. Dem folgte die Rede von UN-Generalsekretär Annan, die er mit den Worten „Parabens, Boa Sorte, e obrigado barak! Viva Timor Leste!“ („Alles Gute, viel Glück und vielen Dank! Lang lebe Osttimor!“) genau um Mitternacht beendete. Nun gesellte sich Gusmão zu Annan an das Rednerpult und Annan erklärte:

„Als Generalsekretär der Vereinten Nationen fühle ich mich geehrt, die Exekutivgewalt der Übergangsverwaltung der Vereinten Nationen (UNTAET) auf die Institutionen der Demokratischen Republik Timor-Leste zu übertragen.“

Annan umarmte Gusmão und den osttimoresischen Parlamentspräsident Francisco Guterres. Die Flagge der Vereinten Nationen wurde von UN-Blauhelmsoldaten eingeholt und die amerikanische Sopranistin und UN-Goodwill Ambassador Barbara Hendricks sang dazu Oh, Freedom, ein afro-amerikanisches Lied aus der Zeit nach dem amerikanischen Sezessionskrieg, und den Gospel We Shall Overcome. Sie war die einzige nicht-timoresische Künstlerin und kam auf Einladung von UN-Administrator Sérgio Vieira de Mello und José Ramos-Horta.

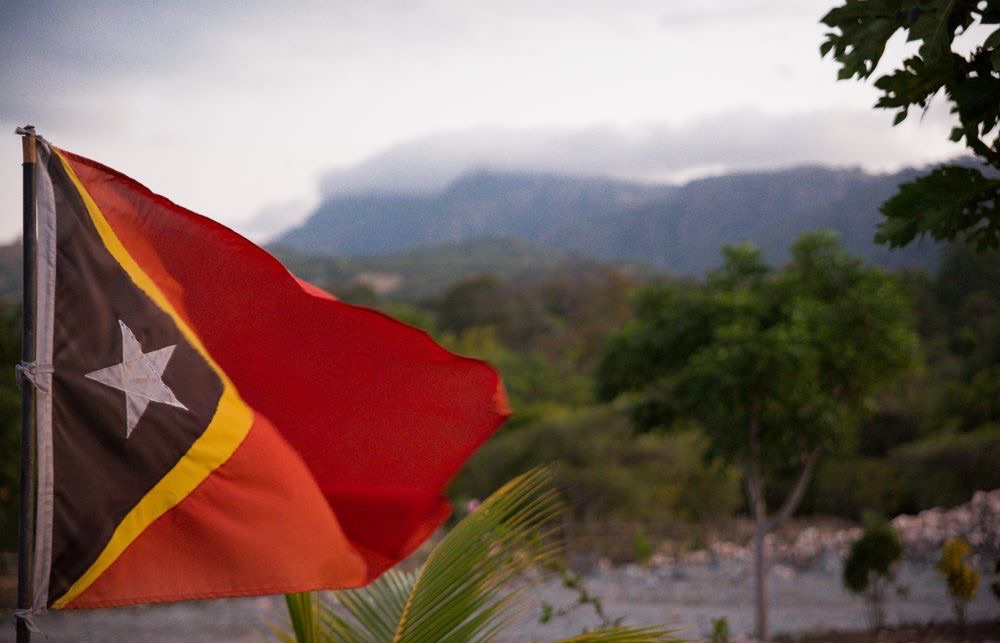
Flagge Osttimors

Ehemalige Kämpfer der FALINTIL trugen die Flagge Osttimors in das Zentrum des Festplatzes. Einer der Guerillieros küsste die Flagge und übergab sie an die sieben Soldaten der neuen Verteidigungskräfte Osttimors (F-FDTL). Parlamentspräsident Guterres erklärte dann die Unabhängigkeit des Landes:

„Declaro a restauração da República Democrática de Timor-Leste como país independente e soberano com a legitimidade conferida pelo seu povo e o reconhecimento internacional a partir de 20 de Maio de 2002.“

„Ich erkläre die Wiederherstellung der Demokratischen Republik Timor-Leste als unabhängiges und souveränes Land mit der vom Volk verliehenen Legitimität und der internationalen Anerkennung ab dem 20. Mai 2002.“

Unter Abspielen der Nationalhymne Pátria wurde um 0:24 Uhr die Flagge Osttimors gesetzt. Es folgte die Vereidigung von Xanana Gusmão als Präsident Osttimors durch Guterres.

„Juro, por Deus, pelo Povo e por minha honra, cumprir com lealdade as funções em que sou investido, cumprir e fazer cumprir a Constituição e as leis e dedicar todas as minhas energias e capacidades à defesa e consolidação da independência e da unidade nacionais.“

„Ich schwöre bei Gott, beim Volk und bei meiner Ehre, die Funktionen, in die ich eingesetzt bin, loyal zu erfüllen, die Verfassung und die Gesetze zu erfüllen und durchzusetzen und alle meine Kräfte und Fähigkeiten der Verteidigung und Festigung der nationalen Unabhängigkeit und Einheit zu widmen.“

Guterres hängte Gusmão einen Tais in den Landesfarben um den Hals. Nach Gusmãos Rede zur Zukunft des Landes auf Englisch und Tetum erklang erneut die Nationalhymne und eine große Nationalflagge wurde gesetzt und ein Feuerwerk abgeschossen. Es folgte ein Konzert mit timoresischen Künstlern. Um 3 Uhr wurde die Veranstaltung in Tasitolu beendet. Insgesamt feierten in dem Vorort von Dili 120.000 Menschen.

## Aufnahme der politischen Arbeit

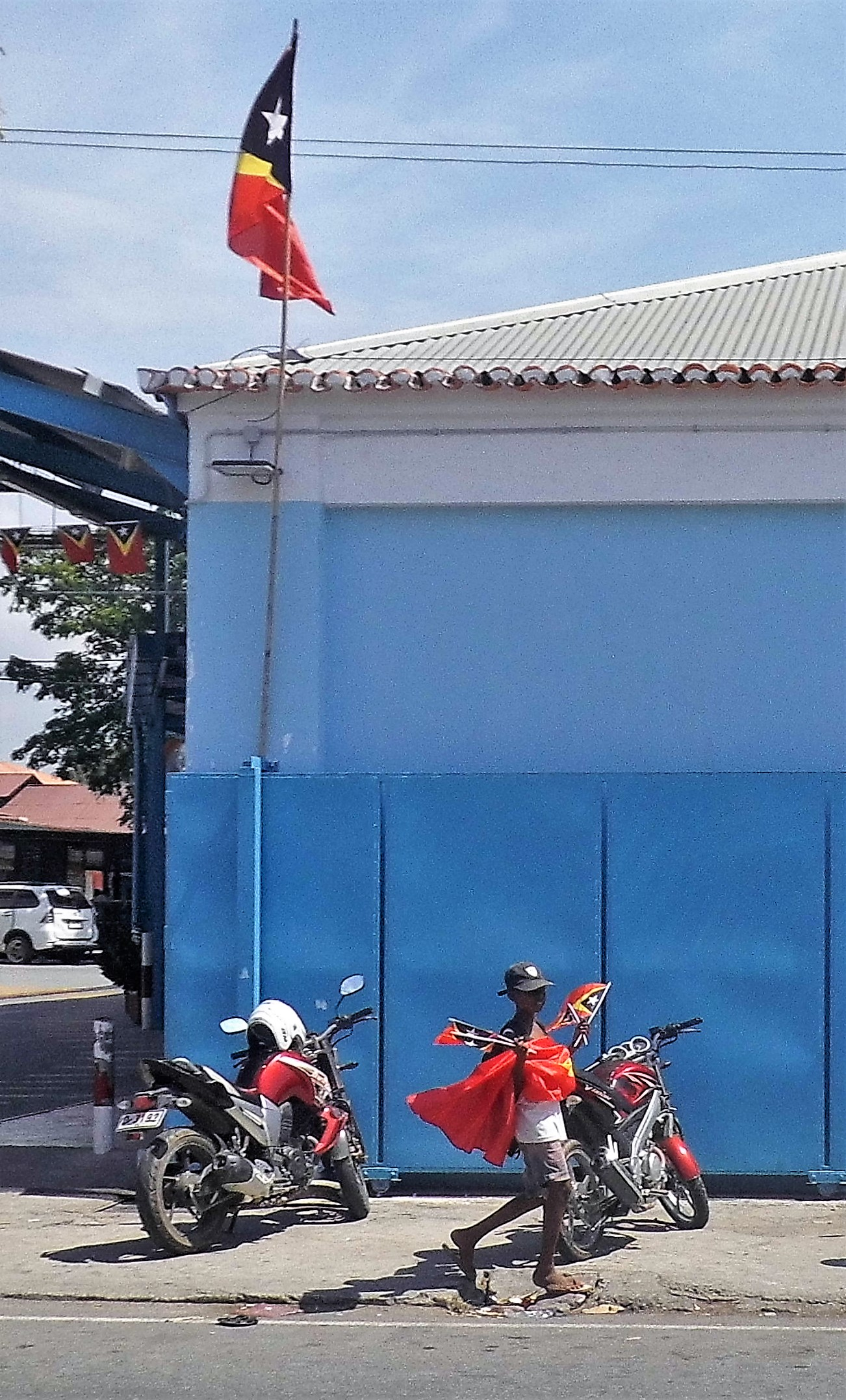
Flaggenhändler auf den Straßen Dilis zum Nationalfeiertag 2018

Am Morgen des 20. Mai fand um 9:15 Uhr die Vereidigungszeremonie der Regierung statt. Um 10:30 Uhr folgte die Eröffnungssitzung des Nationalparlaments, der bisherigen verfassunggebenden Versammlung. Eine Stunde später unterzeichneten die Regierungschefs von Osttimor und Australien den Timor Sea Treaty, zur Beilegung der Grenzstreitigkeiten in der Timorsee. Es blieben aber noch Punkte offen.
Um 14:30 Uhr wurde Osttimor auf einem Sondertreffen in die Gemeinschaft der Portugiesischsprachigen Länder (CPLP) aufgenommen. Bereits zuvor hatte die Volksrepublik China als erster Staat offiziell diplomatische Beziehungen mit Osttimor aufgenommen, Kuba folgte direkt danach. Auch Deutschland und die Schweiz nahmen noch am 20. Mai Beziehungen mit Osttimor auf. Österreich folgte am 24. Oktober.
Mit Portugal wurde ein umfassendes Kooperationsabkommen unterzeichnet. Die Botschaft in Lissabon war weltweit die erste osttimoresische Auslandsvertretung. Der Beitritt zu den Vereinten Nationen als 191. Mitglied erfolgte am 27. September.

## Videos
- Restauração independência Timor Leste 2002 Original Video (Live-Bericht des portugiesischen Fernsehens RTP):
  - Teil 1
  - Teil 2
- Das feierliche Setzen der großen Flagge
- Zusammenfassender Bericht von AP
- Afterparty